# Elisabeth Frieberg
Elisabeth Frieberg, född 1977 i Stjärnhov, är en svensk samtida bildkonstnär verksam i Sverige och internationellt.
Elisabeth Frieberg är utbildad vid Gerlesborgsskolan och konsthögskolan i Umeå. Hon har haft ett flertal separatutställningar i bland annat Berlin, Paris och Stockholm och även ställt ut i USA. Ett av Elisabeth Friebergs mest omfattande verk är den permanenta muralen "Notes, Vihamanaafushi, Indian Ocean" från 2023, som sträcker sig över två våningsplan på Handelshögskolan i Stockholm. 
Hon finns bland annat representerad i Moderna Museets, Magasin III:s och Statens konstråds samlingar .